# プロンプター (舞台芸術)
プロンプター（英: prompter）とは、舞台演劇において、出演者が台詞や立ち位置、所作を失念した場合に合図を送る（プロンプトを行う）ことを役割とする舞台要員（スタッフ）のこと。

## 演劇
プロンプターの必要性、すなわち舞台上で俳優が台詞等を失念する可能性は、演劇の誕生とともにあったと考えるのが自然である。ただし、古代ギリシャや古代ローマでの古典演劇では、誰がどのようにしてプロンプトを行っていたのかに関しての資料が乏しい。
舞台監督は通常上手（かみて）袖の部分に設けられた「プロンプト・コーナー」あるいは「プロンプト・デスク」と呼ばれる場所（劇場や演目の規模に応じて、文字通り単なる小机であることも、各種機材用のスペースであることもある）に位置し、照明・音響などの合図を行うとともに、俳優が台詞や動作を失念した場合にはその「きっかけ」を与えて助ける。
あくまで、俳優は脚本をきちんと覚えるのが絶対条件である。俳優がプロンプターを当てにしてしまうことで俳優が台詞を覚えなくなるなど堕落したり、いちいち台詞や所作がもたつくことでテンポやリズムが悪くなり、作品そのものの質も落ちてしまい観客や視聴者を退屈させてしまう等の悪い面がある。また、プロンプターの分の費用も嵩む。したがって、本来であればなるべくプロンプターは用いないことが望ましい。しかし、プロンプターの存在は役者にとって心理的に保険にもなる。現実の舞台公演では、演出上のさまざまな理由から脚本が朝令暮改でめまぐるしく書き換えられることがしばしばあり、そうした状況の中では、プロンプターは個々の俳優にとってのみならず、その公演全体にとっての「命綱」ともなりかねないからである。

## オペラ
オペラにおけるプロンプターの役割は、通常の演劇におけるそれと本質的に相違はない。しかし、オーケストラが演奏する中、音楽に合わせて歌いかつ演じなければならないというオペラの特殊性が、プロンプターという職務に独自の発展をもたらした。オペラにおいて器楽演奏と歌唱の融合が密になった17世紀の歌劇場では、既に専門のプロンプターが上演中に配置されていたとみられる。
オペラでのプロンプターは、舞台袖ではなく、中央最前部に設けられたプロンプター・ボックス（あるいは「ブーカ」、伊：buca、落とし穴の意）と呼ばれる90cm四方程度の小区画に配置されることが多い。これはオーケストラ・ピットの最後方、概ねフットライトと横並びに位置し、舞台上に30cmほどの突起となっている。開口部は舞台側にしかなく、客席からは黒い平べったい箱のようにしか見えない。公演によっては舞台装置に紛れ込ませて目立たなくさせることもある。
プロンプターはボックス内の椅子に腰掛けている。指揮者に関しては、プロンプターの指示の確認には小さなテレビモニターを用いることが多い。オーケストラが音楽を奏でる中でも舞台の隅々にまで指示を与えなくてはならないため、プロンプターは通常かなりの大声を出している。オペラのライブ録音にその声が拾われていることもある（海賊盤では特にこれが顕著）。実際には声ばかりでなく手サインや表情など、あらゆる伝達の手段が駆使されている。
ソリストへの歌詞の指示は実際の音楽の1-2拍前に（普通はフレーズの出だしの歌詞の数音節のみが）行われる。成句の入りが音楽的にも難しい場合には、正しいピッチ（音高）も同時に与えてやる必要があるので、声楽の研鑽を積んだものでないとプロンプターは務まらないことが多い。
特にイタリアのプロンプターは maestro suggeritore（助言員とでもいった意味）と呼ばれる。ミラノ・スカラ座のプロンプター・ボックスは横長に作られ、同時に2人を収容して舞台各所に指示を送れるようになっている。一方、ドイツでは、プロンプターは指揮を行わないのが伝統である。
ある歌手がその演目に不慣れな場合、稽古中に失敗が多かった場合、あるいは上演がその歌手の母国語によらない場合には、その歌手のパート全ての歌唱部分で「きっかけ」が出されることもある。何らかの不安を感じている歌手は、ともすると舞台上でプロンプター・ボックスに近い立ち位置に執着する、という俗説もある。一方、独奏者によってはプロンプターが目障り（耳障り）だといって、自らのパートにはプロンプトを出さないよう要求する場合もある。また、稽古を数多く積むことでプロンプター・ボックスそのものを舞台から撤廃してしまう公演もある。このように余剰要員とみなされることも多い。

## 日本の伝統芸能
能
能では、「後見」と呼ばれる役者が舞台後方や鏡板前といった舞台上に控え、舞台進行の諸事を補助するが、これが必要に応じてプロンプトも行う。

歌舞伎
歌舞伎の舞台にも「後見」と呼ばれる役者や「黒衣」と呼ばれる要員が舞台上に存在し、舞台後方や役者の背後などに控えて、必要に応じて衣装を替えたり小道具を手に取らせたりする。しかしプロンプトを行うのは通常、襖や衝立などの舞台装置の陰に隠れた別の舞台要員である。新作の場合、かつてはその狂言の作者やその門人たちがこれを担当していたが、今日では名題下の役者がこれを行うことがほとんどとなっている。

## プロンプターを扱った作品
プロンプターという、言わば影の存在を、あえて表舞台に登場させた作品もある。
オペラ『カプリッチョ』
リヒャルト・シュトラウスの『カプリッチョ』（1942年初演）は、新作オペラを企画・上演しようとする18世紀フランスの貴族未亡人を扱ったコメディで、プロンプター（テノール）が登場してボックス内で居眠りするという失態を演じる。
CM「龍角散」
1978年制作の龍角散のコマーシャルでは、歌舞伎のプロンプターを務める黒子が咳のため近くの者に龍角散を求めると、舞台上の役者が見事に「龍角散～」と大見得を切ってしまうのがオチとなっている。
映画『Ｗの悲劇』
1984年公開の角川映画『Wの悲劇』では、主人公の舞台女優を夢見る劇団研修生が劇団内の審査会で落選し、プロンプターを務めることになるのが物語の発端となる。
映画『はじまりはオペラ』
1999年公開のノルウェー映画（原題：Sufflosen、プロンプターの意）。『アイーダ』の上演を間近に控えたノルウェー国立歌劇場に勤務する女性プロンプターを主人公としたラブ・コメディ。